# Karl-Ernst Maedel
Karl-Ernst Maedel (* 2. September 1919 in Halle (Saale); † 5. Juni 2004 in Worms) war ein deutscher Sachbuchautor.

## Werk
Thematischer Schwerpunkt Maedels war die Eisenbahn im Zeitalter der Dampflokomotive. Seit seiner Kindheit begeisterter Eisenbahnfreund, nahm er 1938 ein Maschinenbau-Studium auf, das er aber infolge der Einberufung zum Wehrdienst abbrechen musste. 1955 floh er aus der DDR in die Bundesrepublik Deutschland. Danach arbeitete er als Verwaltungsbeamter in Wanne-Eickel, Oberhausen und Offenbach am Main.
Maedel war bekannt als Autor und Fotograf zahlreicher populärer Sachbücher zum Thema Eisenbahn, insbesondere über Dampflokomotiven. Zu Lebzeiten hat er folgende Titel herausgebracht:
- Deutschlands Dampflokomotiven gestern und heute, VEB Verlag Technik, Berlin 1957, 5. Auflage 1969
- Geliebte Dampflok, Franckh’sche Verlagshandlung, Stuttgart 1960, 6. Auflage 1967
- Zauber der Schiene, Franckh’sche Verlagshandlung, Stuttgart 1961, Fotografien von Jean-Michel Hartmann
- Giganten der Schiene, Franckh’sche Verlagshandlung, Stuttgart 1962, 6. Auflage 1971
- Bekenntnisse eines Eisenbahnnarren, Franckh’sche Verlagshandlung, Stuttgart 1964
- Unvergessene Dampflokomotiven, Franckh’sche Verlagshandlung, Stuttgart 1965, 2. Auflage 1966
- Weite Welt des Schienenstrangs (Mitarb. von W. Biedenkopf u. a. Textzeichn. von Arnold Müll) Franckh’sche Verlagshandlung, Stuttgart 1965
- Liebe alte Bimmelbahn, Franckh’sche Verlagshandlung, Stuttgart 1967, 4. Auflage 1976
- Das Lied der Dampflok, Franckh’sche Verlagshandlung, Stuttgart 1967
- Die Dampflokzeit, Franckh’sche Verlagshandlung, Stuttgart 1968, 3. Auflage 1974
- Dampf überm Schienenstrang, Franckh’sche Verlagshandlung, Stuttgart 1970
- S 10.1 Geschichte der letzten preußischen Schnellzugdampflokomotiven, Franckh’sche Verlagshandlung, Stuttgart 1972
- Das Eisenbahn-Jahrhundert, Franckh’sche Verlagshandlung, Stuttgart 1973, ISBN 3-440-04035-6, 2. Auflage 1974
- Dampflokomotiven, geliebt und unvergessen, Franckh’sche Verlagshandlung, Stuttgart 1975
- Im Führerstand von Dampf-, Diesel- und Elektrolokomotiven, Franckh’sche Verlagshandlung, Stuttgart 1976
- Die königlich Sächsischen Staatseisenbahnen, Franckh’sche Verlagshandlung, Stuttgart 1977
- Erinnerungen an die Dampfeisenbahn, Franckh’sche Verlagshandlung, Stuttgart, 1982
- Eisenbahn zu meiner Zeit 1925 - 1970, Franckh’sche Verlagshandlung, Stuttgart 1970, Neuauflage 1988
- Als Übersetzer aus dem Französischen brachte er 1968 das Buch Lokführer auf Pazifik 231 von Etienne Cattin heraus (Franckh’sche Verlagshandlung, Stuttgart 1968)

Viele seiner Bücher wurden später von anderen Verlagen als Reprint-Ausgaben weiter herausgegeben.
1962 gründete er die Zeitschrift Lok-Magazin, deren Herausgeber er bis 1971 blieb.